# Трагедия в Шведском доме

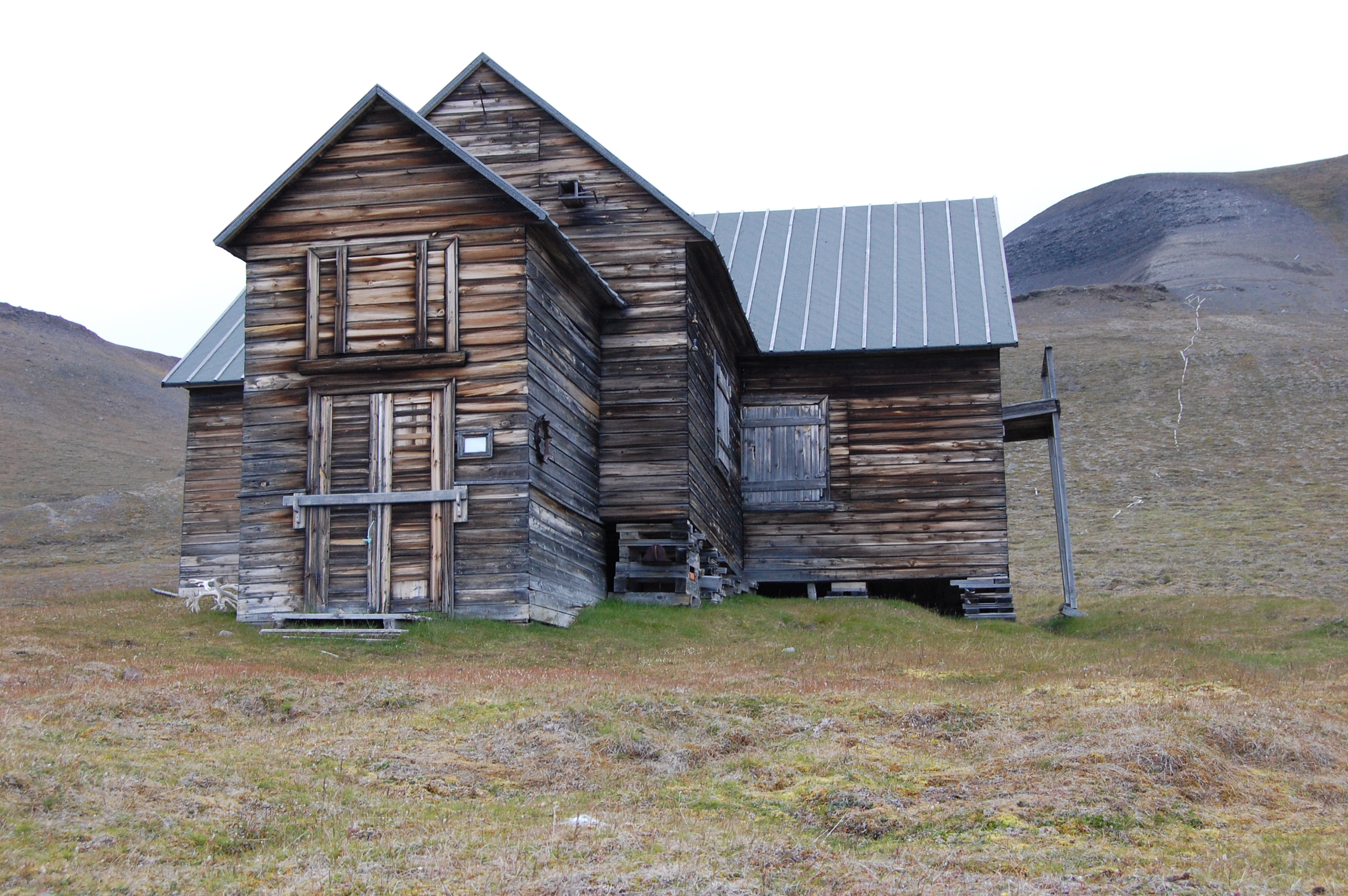
Шведский дом на Шпицбергене в 2010

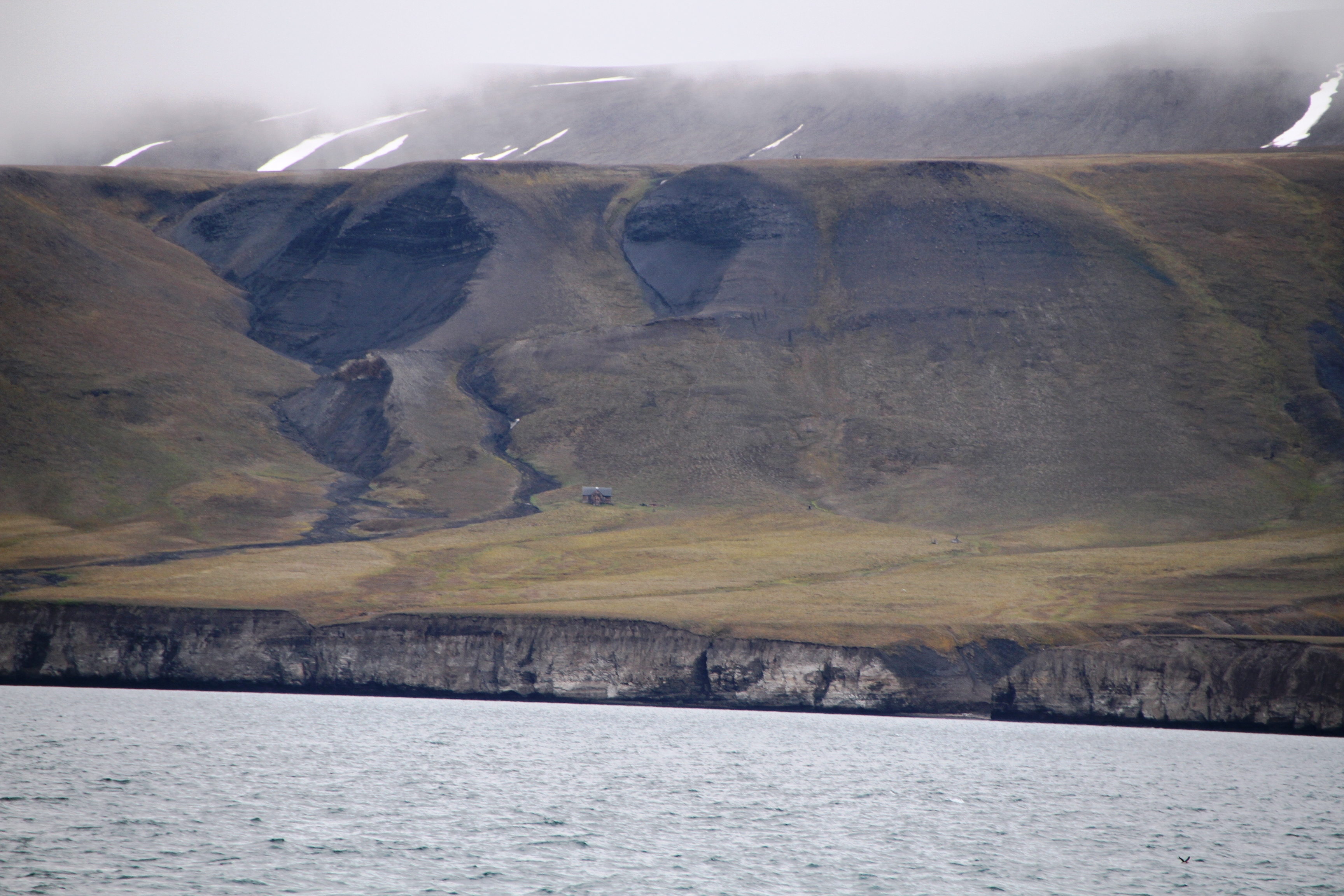
Панорама мыса Торсден с видом на «Шведский дом» (2012)

Трагедия в Шведском доме — гибель 17 норвежцев в одиноко стоящем доме на Шпицбергене зимой 1872—1873 годов. Долгое время считалось, что причиной смерти была цинга, однако исследования 2008 года показали, что, возможно, погибшие люди страдали от отравления свинцом. Здание, в котором произошли трагические события, по состоянию на 2012 год охраняется как объект культурного наследия.

## Трагедия

Маршрут охотников от запертых льдами судов к Шведскому дому.

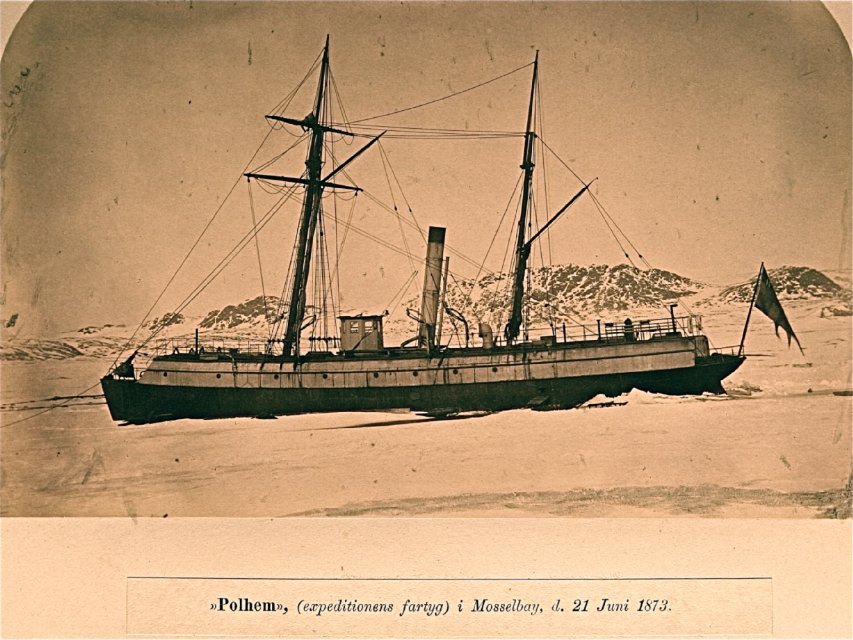
«Польхем» в заливе Моссел, 21 июня 1873 г.

«Шведский дом» (швед. Svenskehuset) — одно из старейших зданий на Шпицбергене. Оно было построено в 1872 году на мысе Торсден экспедицией П. Эберга (швед. P. Öberg) для шведской горнодобывающей компании, собиравшейся разрабатывать там фосфоритовые месторождения. Дом был построен с таким расчётом, чтобы противостоять суровым местным зимам; однако из-за плохого состояния бухты шахтёры оставили его. Осенью того же года северный шторм заблокировал льдами группу из 6 норвежских судов с 59 охотниками на тюленей на борту к северу от Шпицбергена, близ мыса Грохукен (норв. Gråhuken). Семеро из охотников, преодолев около 50 км во льдах, смогли добраться до финско-шведского исследователя Арктики Адольфа Эрика Норденшёльда, корабли которого также были блокированы льдами, и обратились к нему за помощью. Норденшёльд был вынужден обустраивать зимовье шведского почтового парохода «Польхем» (швед. Polhem) в условиях весьма ограниченных ресурсов, и было решено, что часть из них отправится в Шведский дом, где шахтёры оставили запасы пищи и угля. Для этого путешествия отобрали 17 бессемейных мужчин, которые отправились в путь на гребных лодках. Длина маршрута составила 350 км (220 миль), и путь занял 7 дней; охотники достигли цели 14 октября 1872 года..
Тем временем льды отступили, и остальные охотники смогли вернуться домой на двух судах. Двое из них предпочли не покидать оставшиеся корабли и умерли от цинги в апреле 1873 года.
Следующим летом корабль под командованием Фрица Мака (норв. Fritz Mack) из Тромсё покинул Норвегию, чтобы вызволить охотников. У дома спасатели обнаружили пять завёрнутых в брезент тел. На запертой изнутри двери находился знак, предупреждающий не входить внутрь. Внутри находились тела, разметавшиеся по креслам, кроватям и полу. Всего экспедиция обнаружила 15 тел, которые были затем вынесены из дома и захоронены вместе с постелями. Ещё два тела были найдены группой исследователей несколькими годами позже. Один из охотников, Карл Албертсен (норв. Karl Albertsen), вёл дневник во время пребывания в доме. Согласно записям, до наступления полярной ночи норвежцы охотились на белых медведей и северных оленей, а потом стали питаться консервами. Первым в ноябре умер человек по имени Ханс Хансен (норв. Hans Hansen). К Рождеству все зимовавшие в Шведском доме люди были больны. Последняя запись в дневнике датирована 19 апреля. Считается, что Албертсен умер предпоследним.

## Экспедиция 2008 года
Остававшиеся запасы пищи и топлива исключали возможность гибели охотников от голода или переохлаждения. Долгое время считалось, что они умерли от цинги — нередкого в полярных регионах заболевания, вызываемого недостатком витамина C в организме. В целом считалось, что охотники пали жертвой своих невежества и беззаботности. Однако ряд исторических фактов свидетельствовал против этой гипотезы. Во-первых, болезнь развилась, по-видимому, у всех погибших одновременно, что для цинги нехарактерно. Во-вторых, записи дневника свидетельствовали, что группа знала об угрозе этой болезни и о том, как её избежать. Выдвигались также предположения о смерти от туберкулёза или ботулизма.
В 2007 году врач Ульф Осебё (норв. Ulf Aasebø) и историк Хьелль Хьер (норв. Kjell Kjær) запросили разрешения эксгумировать останки погибших в Шведском доме, чтобы установить точную причину смерти. Они предположили, что охотники умерли не от цинги, а от отравления свинцом. Состав, использовавшийся в XIX веке в припое швов консервных банок с пищей, содержал до 50 % свинца. Сперва Норвежский директорат по культурному наследию (норв. Riksantikvaren) отклонил запрос, но после уточнения научных целей и методов исследования разрешение было выдано в июле 2008 года.
Исследователи пробыли на мысе Торсден с 7 по 9 августа 2008 года. В некоторых могилах тела были обнаружены в вечной мерзлоте вмёрзшими вместе с постелями в ледяные блоки в такой хорошей сохранности, что их было решено не трогать. По словам доктора Осебё, это вовсе не скелетированные останки, и полученные разрешения, так же как и этические договорённости, не позволяли исследователям брать пробы с этих тел. Два других тела, захороненные в неглубокой сдвоенной могиле, были полностью скелетированы, и пробы были взяты с них. Взятые пробы подтвердили догадку исследователей, так как кости содержали чрезвычайно высокую концентрацию свинца. Более того, в выброшенных охотниками консервных банках из-под пищи оказалось «так много свинца, что он свисал сосульками внутрь банок». Эти находки в большой степени сняли с погибших обвинения в небрежности; по словам Хьера, научная экспедиция помогла посмертно восстановить их репутацию.
Гипотеза о гибели норвежских охотников от отравления свинцом из консервных банок подтверждается исследованием канадскими учеными под руководством Оуэна Битти в 1984 году останков членов британской арктической экспедиции Джона Франклина (1845—1847).